# Мамчур Вадим Вікторович
Вади́м Ві́кторович Мамчур — майор[джерело?] Збройних сил України. Учасник російсько-української війни.
Брав участь у боях в складі 95-ї бригади.

## Нагороди
За особисту мужність і героїзм, виявлені у захисті державного суверенітету та територіальної цілісності України, вірність військовій присязі під час російсько-української війни
- нагороджений орденом Богдана Хмельницького III ступеня (26.2.2015).